# The British Flower Garden

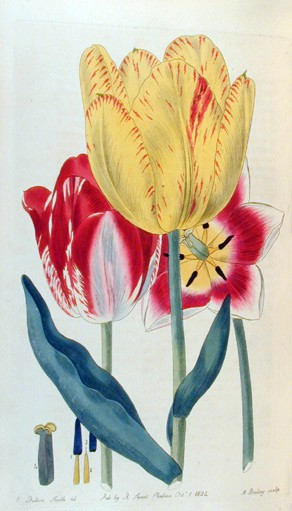
Dibujos de tulipanes realizados por E.D. Smith para la obra de Robert Swett "The British Flower Garden: coloured figures & descriptions of the most ornamental & curious hardy herbaceous plants" (1823-1829).

The British Flower Garden (abreviado Brit. Fl. Gard.) es una obra con ilustraciones y descripciones botánicas que fue escrita por Robert Sweet y publicada en siete volúmenes en los años 1823-1837, con el nombre de The British flower garden: containing coloured figures & descriptions of the most ornamental & curious hardy herbaceous plants ... London.